# Йота
Ι, ι (название: йо́та, устар. ио́та, греч. ιώτα, др.-греч. ἰῶτα) — 9-я буква греческого алфавита. В системе греческой алфавитной записи чисел имеет числовое значение 10. Происходит от финикийской буквы 𐤉 — йод. От буквы йота произошли латинские буквы I и J и их варианты, кириллические І и (опосредованно) Ї, Ј, а также многие другие (в особенности посредством добавления диакритических знаков и образования лигатур, например в кириллице Ы и Ю).
Библейское выражение «не изменить что-либо ни на йоту» возникло из-за размера буквы йуд (י), самой малой из букв иврита. Она соответствовала греческой йоте, которая стояла в этом месте греческого текста Евангелия от Матфея. Во время создания Нового Завета в греческом письме использовались заглавные буквы, поэтому греческая йота Ι была не меньше, чем остальные буквы алфавита.